# 85004 Crombie
85004 Crombie este un asteroid din centura principală de asteroizi.

## Descriere
85004 Crombie este un asteroid din centura principală de asteroizi. A fost descoperit pe 29 decembrie 2003 în cadrul proiectului CSS. Asteroidul prezintă o orbită caracterizată de o semiaxă mare de 2,31 ua, o excentricitate de 0,05 și o înclinație de 13,0° în raport cu ecliptica.